# Mithraeum de Septeuil
Le mithraeum de Septeuil a été découvert en 1984 à Septeuil dans les Yvelines,.

## Historique
Un sanctuaire de source (nymphée) d'époque gallo-romaine (Ier siècle apr. J.-C.) a été découvert à Septeuil en 1984. Des éléments de construction gallo-romains ont été mis au jour lors des travaux de réalisation d’une déviation routière (RD 983), à l’emplacement d’un ancien bras de la Vaucouleurs. Il était lié au culte de l'eau. 

## Description
Dans la seconde moitié du IVe siècle, l'édifice en cours de démolition est remanié en sanctuaire dédié au culte de Mithra. Le sanctuaire est semi-enterré et comprend trois parties : la nef centrale de 2,60 m de large flanquée latéralement de deux larges banquettes de 1,30 m de large où se tenaient les adeptes.
Plusieurs fragments de sculptures et bas-reliefs ont été découverts lors de la fouille : représentations de Mithra taurochtone, Aiôn, Mithra pétrogene, Dadophores, Luna, nymphe en ronde-bosse réutilisée dans le mithraeum. Ils sont exposés au Musée d'Archéologie nationale de Saint-Germain-en-Laye.